# Caswell (Alabama)
Caswell est une communauté non-incorporée du comté de Baldwin (Alabama).
Elle fait partie de l'aire micropolitaine de Daphne–Fairhope–Foley.

## Géographie
La communauté se trouve à une altitude moyenne de 1 mètre.

### Climat
| Mois                              | jan.  | fév.  | mars  | avril | mai | juin  | jui.  | août  | sep.  | oct.  | nov.  | déc.  |
| --------------------------------- | ----- | ----- | ----- | ----- | --- | ----- | ----- | ----- | ----- | ----- | ----- | ----- |
| Température minimale moyenne (°C) | 6     | 7     | 11    | 14    | 18  | 22    | 23    | 23    | 21    | 15    | 11    | 7     |
| Température moyenne (°C)          | 11    | 13    | 16    | 19    | 23  | 27    | 28    | 28    | 26    | 21    | 16    | 13    |
| Température maximale moyenne (°C) | 16    | 18    | 21    | 24    | 28  | 31    | 32    | 32    | 31    | 26    | 22    | 18    |
| Précipitations (mm)               | 145,3 | 123,4 | 160,5 | 100,8 | 112 | 131,3 | 180,1 | 155,2 | 171,4 | 108,2 | 112,5 | 102,1 |

## Sources

## Compléments